# San Miguel de Lillo

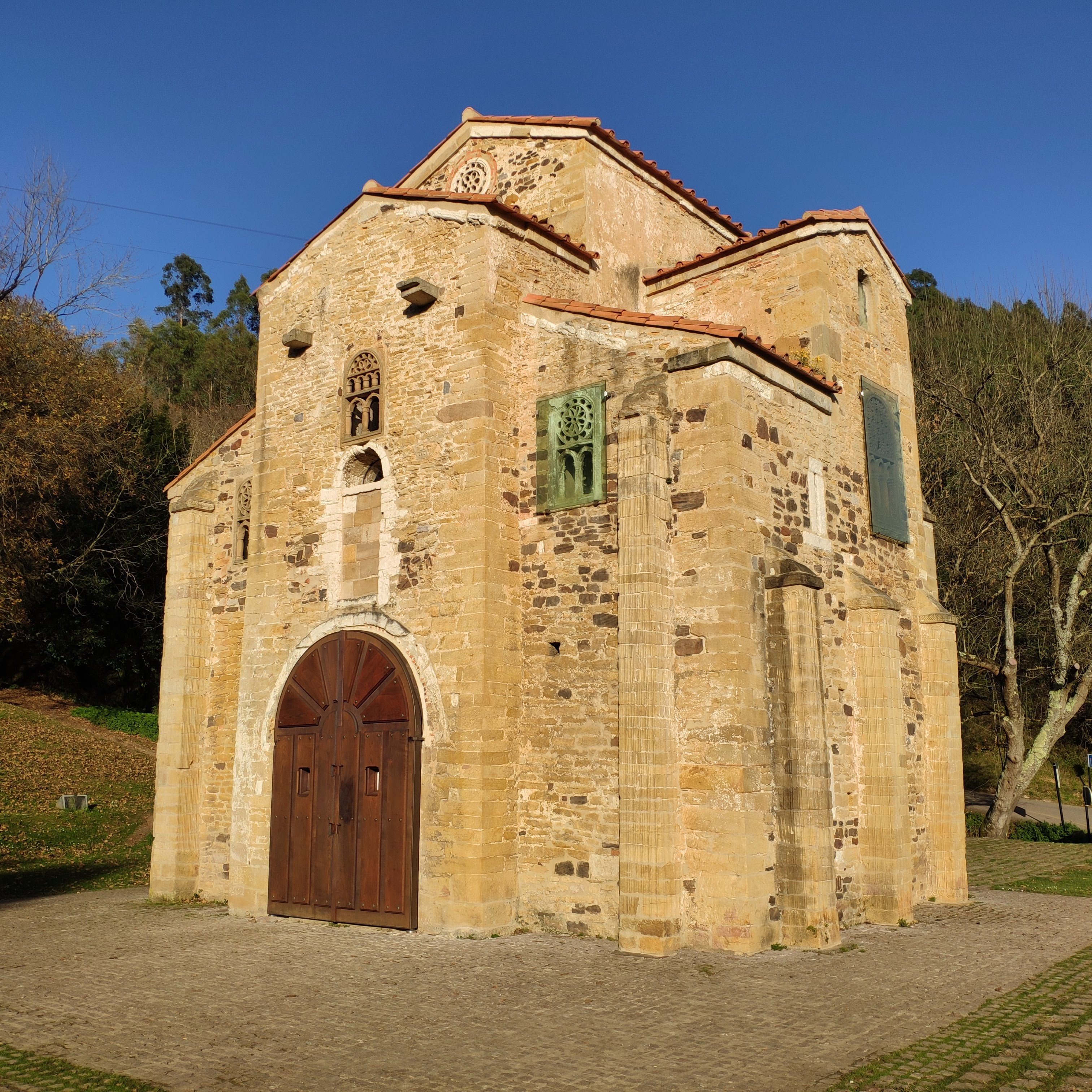
San Miguel de Lillo, exterior.

San Miguel de Lillo é uma igreja pré-românica dedicada a San Miguel Arcángel mandada construir em 848 pelo rei Ramiro I no Monte Naranco, nos arredores de Oviedo. Encontra-se a escassos metros de Santa María del Naranco.
O que chega até nós é apenas uma pequena parte da construção, visto que o resto se arruinou no Século XI.

## História

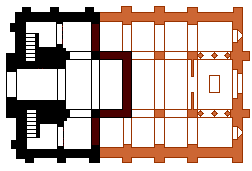
Reconstrução da planta original de San Miguel de Lillo

Erguida no século IX, na etapa de Ramiro I, serviu como Igreja do conjunto palacial deste monarca em Naranco. Grande parte do edifício caiu no século XI, ocorreram várias reconstruções, estando o perímetro original marcado no solo que rodeia o edifício.
A nova cabeceira do século XII não tem nada a ver com a original: existem janelas que foram cegadas, reaproveitamento de materiais como evidenciado pelos contrapostos a serem usados como tijolos e elementos fora do sítio. A hipótese mais sólida para a planta original do templo foi elaborada por Lorenzo Arias e aprovada pelo Instituto de Arqueologia Alemã. Esta planta ocuparia o perímetro originalmente marcado à volta do edifício.

## Arquitetura

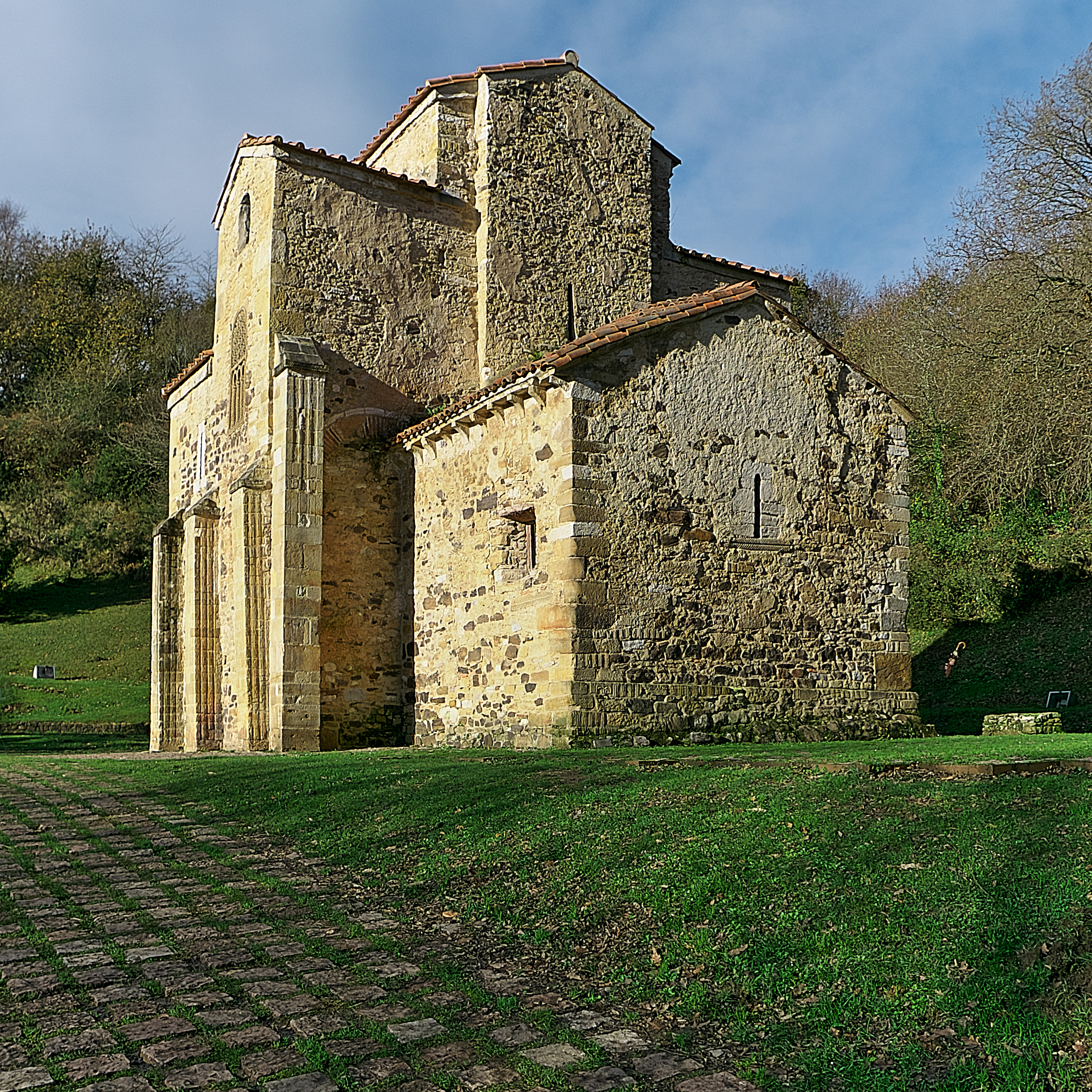
Visão posterior da cabeceira de San miguel de Lillo.

O seu traço original corresponde às características típicas das Igrejas Asturianas da época: Um vestíbulo de entrada sobre o qual se dispõe uma tribuna para o monarca. A planta era basilical e dividida em três naves separadas por arcos sobre colunas, que terminam na cabeceira tripartida, da qual nada resta. Dos arcos, de volta perfeita peraltados (como é habitual) só se conservam os do primeiro tramo.
A longitude do edifício atual é de 11 metros, sendo então muito inferior à que supostamente teve, outrora alcançando 20 metros. Uma peculiaridade deste monumento é a ausência de um corpo de acesso apreciável e distinguível do exterior, como era evidente noutros templos da época. Isto torna a fachada de San Miguel de Lillo no primeiro exemplo de uma fachada monumental numa igreja espanhola. Aqui chama-nos a atenção o vão cego sobre a porta e a janela, que fornecia luz à tribuna.
Em termos de janelas, das numerosas janelas que a igreja teve, só se conservam três e uma rosácea simples.  Das fachadas laterais só se conserva o primeiro tramo da construção original e os contrafortes canelados de tracição Ramirense (Também existentes em Santa María del Naranco). O resto do exterior são apenas remodelações posteriores.
No Interior destacam-se as abóbadas (de berço) que servem de cobertura e a utilização de colunas como descanço para o arco, em vez da utilização de pilares que era comum. Os capitéis que coroam as colunas são tronco-piramidais, tal como os capitéis de tradição Bizantina, de motivos geométricos que se correlacionam com os motivos Visigóticos, unidos com a corda asturiana. Das bases de coluna (Com relevos e de grande tamanho) ainda se conservam: algumas nas suas posições originais, outras no templo mas em posições diferentes e outras no Museo Arqueológico de Asturias.

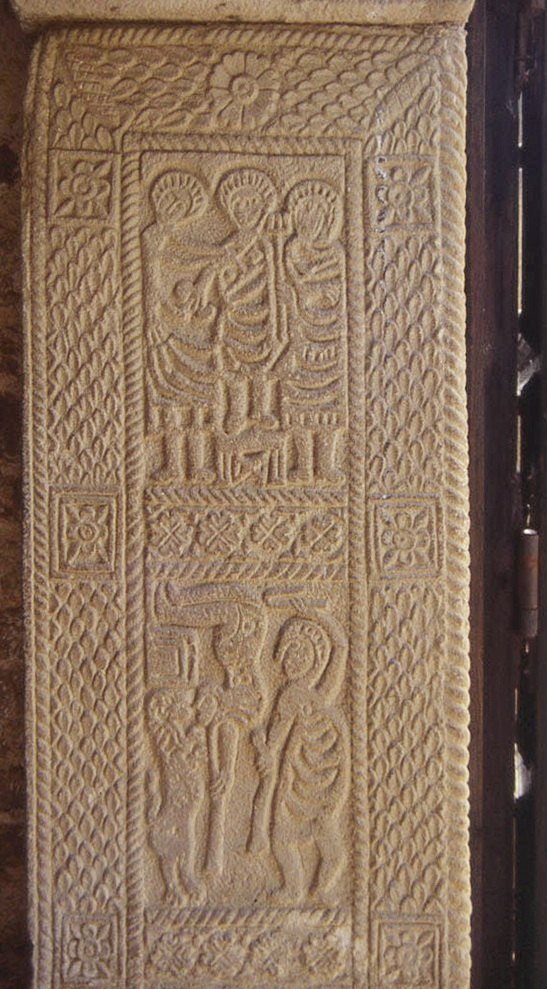
Jamba da porta de entrada, depictando cenas não-religiosas.

## Decoração
Sobrevivem ainda vários exemplos escultóricos, como por exemplo, a jamba da porta principal, decorada com cenas de jogos circenses de inspiração romano-bizantina, situada na porta principal do templo, constituindo um escasso exemplo de uma depicção não religiosa num templo palatino Alto-Medieval. Sabe-se também que o artista que realizou a decoração escultórica inspirou-se num díptico romano-bizantino do século VI d.C, executado em marfim.
Destacam-se também as bases de coluna mencionadas anteriormente, que têm relevos que depictam figuras aladas, muito possivelmente os Evangelistas. A eleição do tema dos Evangelistas ou tetramorfos supõe uma alusão ao apocalipse e a sua distribuição entre as arcadas é um motivo arquitetónico que reaparecerá no reinado de Afonso III na arca-relicário que este oferece à Catedral de Astorga.
Também podem ser observados relevos de grande importância na tribuna Régia. Ambos abrem-se em arcos que comunicam o recinto elevado com a escadade acesso e com uma sala cuja função não se conhece. Sobre a abóbada da tribuna existe uma pequena câmara cujo único acesso é um arco aberto ao muro ocidental da nave central.
No Museo Arqueológico de Asturias está também o altar que estava originalmente em San Miguel de Lillo, cuja inscrição lê: "Este ara de bendicçión a la gloriosa Santa Maria" (Este Altar de bendição à gloriosa Santa Maria).
Destacam-se também as escassas pinturas murais que sobreviveram e que têm sido alvos de constantes projetos de restauração. É aqui que pela primeira vez na arte Asturiana se representa a figura humana. Podem-se distinguir três figuras diferentes, estando todas na nave Sul:
- Uma figura sentada num trono em posição central;
- (À direita) uma figura mais pequena de perfil com os braços estendidos;
- (A 6 metros de altura das outras duas) um homem a tanger um instrumento musical.

Também sobreviveram trechos pinturas murais nas abóbadas, sendo estas padronizadas, iguais às de San Julian de los Prados.

## Galeria

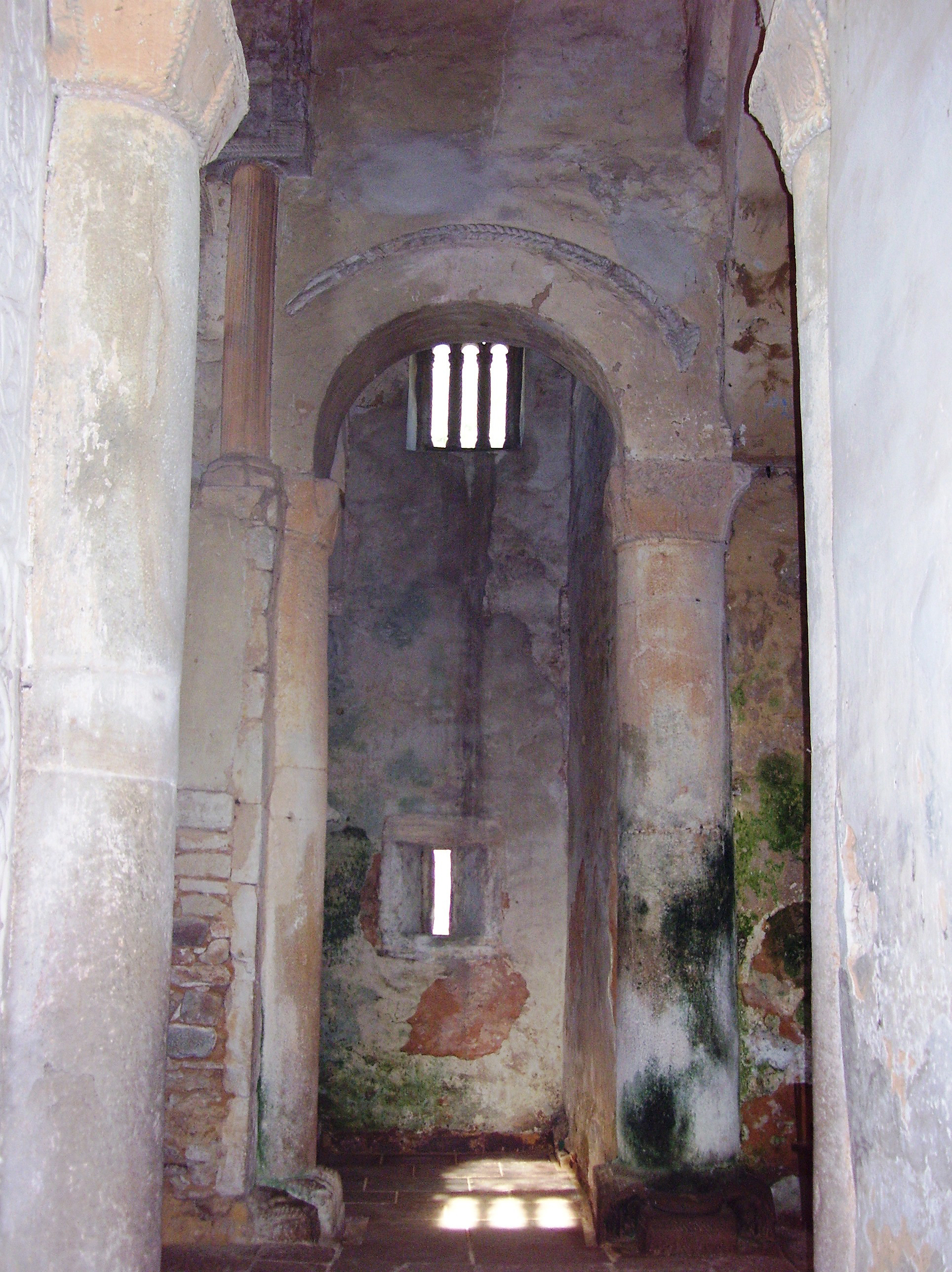
Interior de San Miguel de Lillo, depictando o início da arcada incompleta da arruinada nave sul.
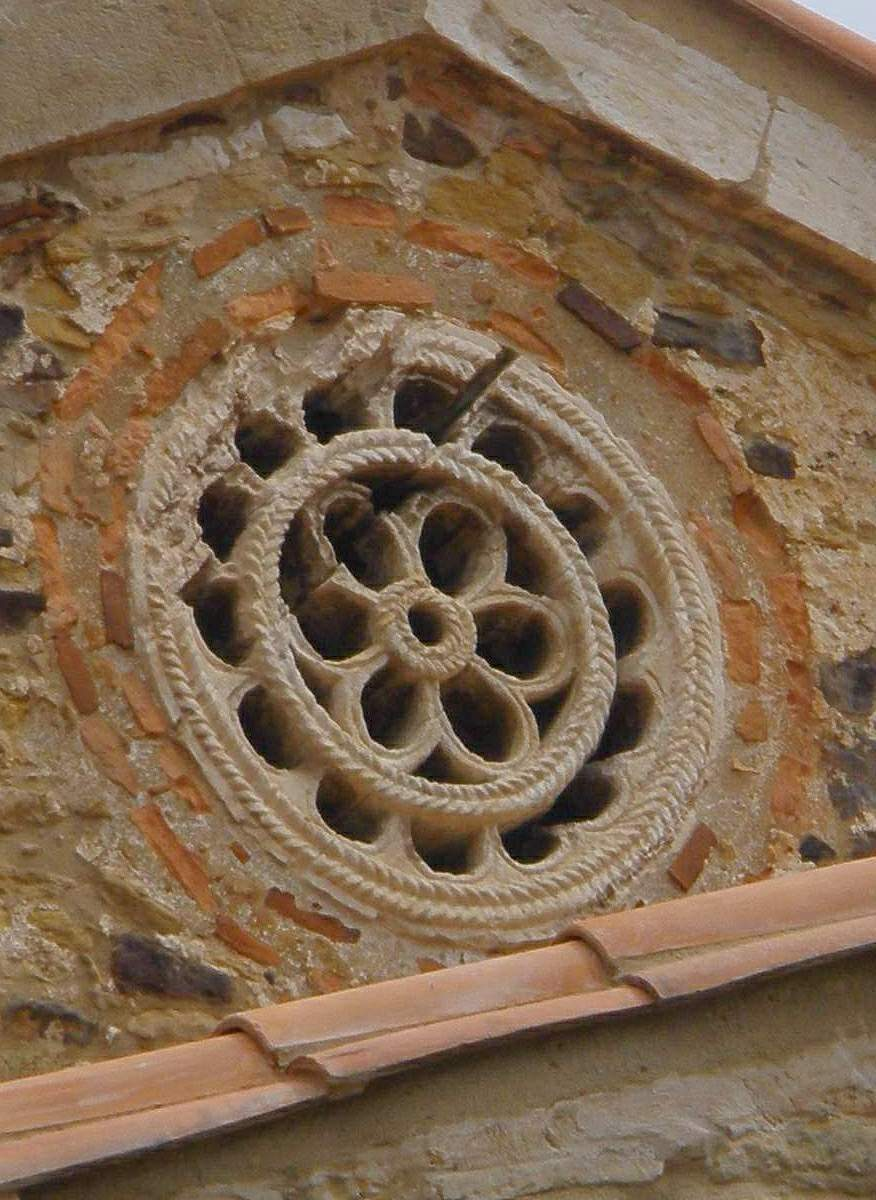
Rosácea Simples.
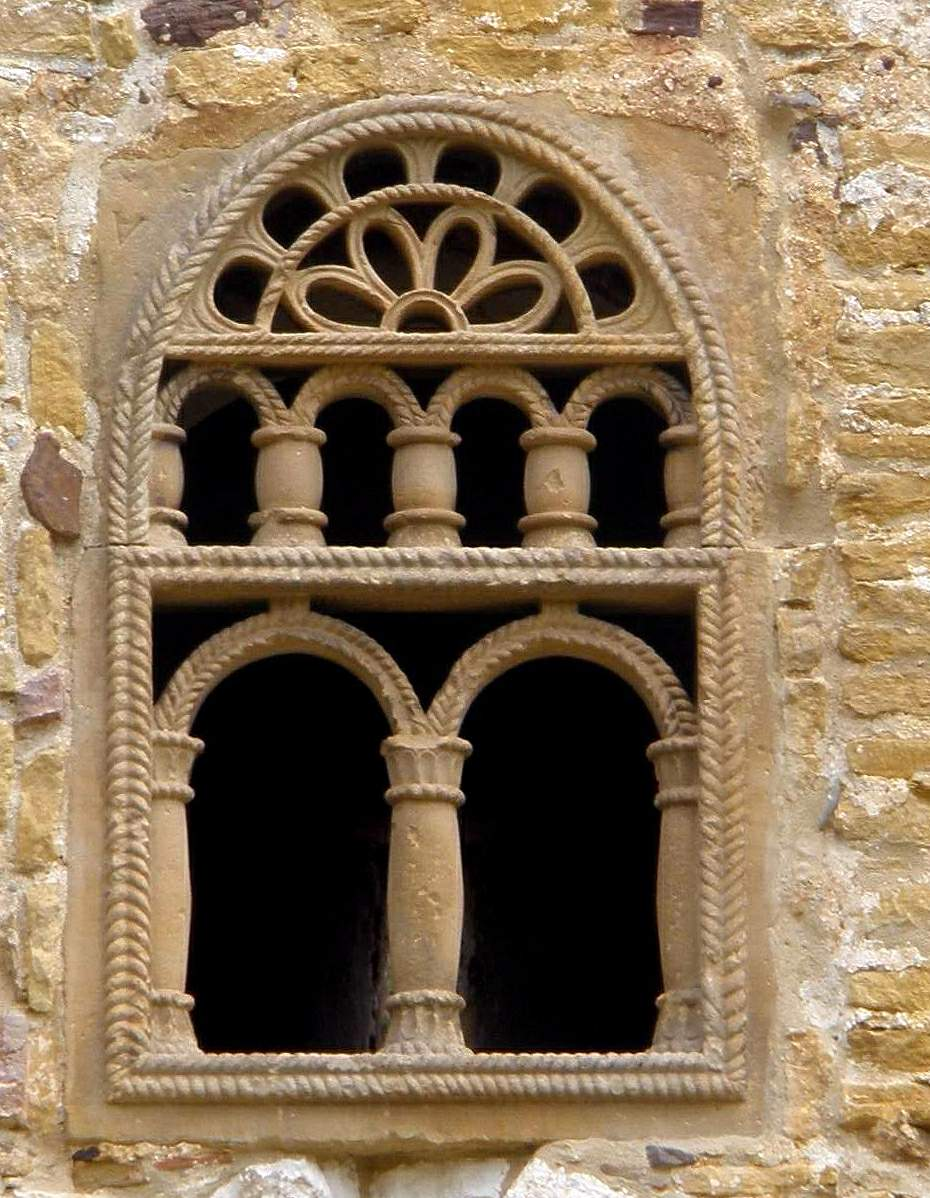
Janela decorada.
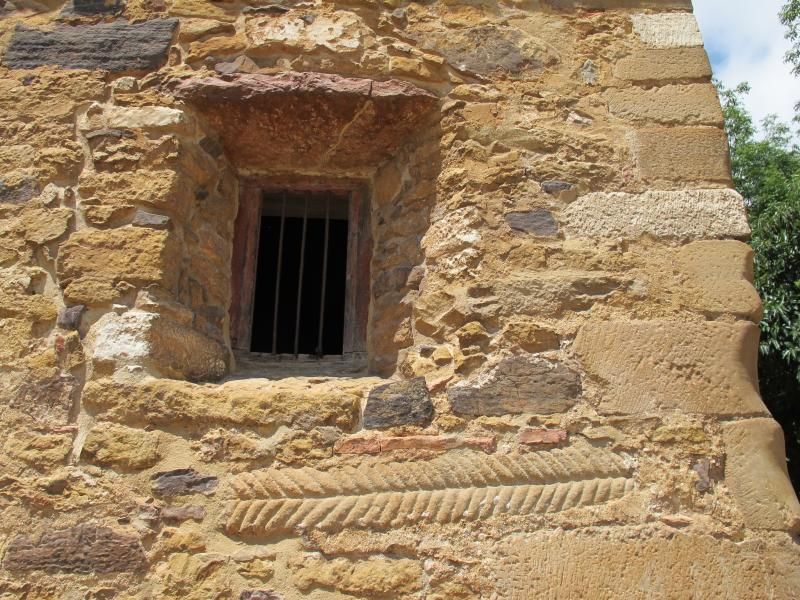
Promenor da nova cabeceira, observa-se também a reutilização de materiais provenientes da antiga basílica.
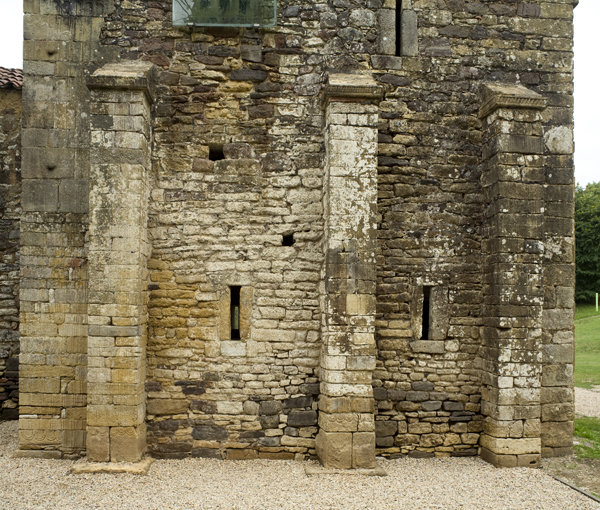
Vista dos contrafortes da face norte do edifício